# Тюн (вірменська літера)
Տ, տ (тюн, вірм. տյուն) — тридцять перша літера вірменської абетки.
В класичній вірменській мові позначає звук /t/. У східному діалекті — /tʼ/, у західному — /d/.
Числове значення — 4000.
В Юнікоді має такі коди: U+054F для Տ, U+057F для տ. В інших типах кодування відсутня.
| Вірменська абетка | Вірменська абетка |
| --- | ----------------- |
| Ա · Բ · Գ · Դ · Ե · Զ · Է · Ը · Թ · Ժ · Ի · Լ · Խ · Ծ · Կ · Հ · Ձ · Ղ Ճ · Մ · Յ · Ն · Շ · Ո · Չ · Պ · Ջ · Ռ · Ս · Վ · Տ · Ր · Ց · Ւ · Փ · [[Ке (вірменська літера)\|АплКо |                   |